# Nolina texana
Nolina texana är en sparrisväxtart som beskrevs av Sereno Watson. Nolina texana ingår i släktet Nolina och familjen sparrisväxter. Inga underarter finns listade i Catalogue of Life.

## Bildgalleri

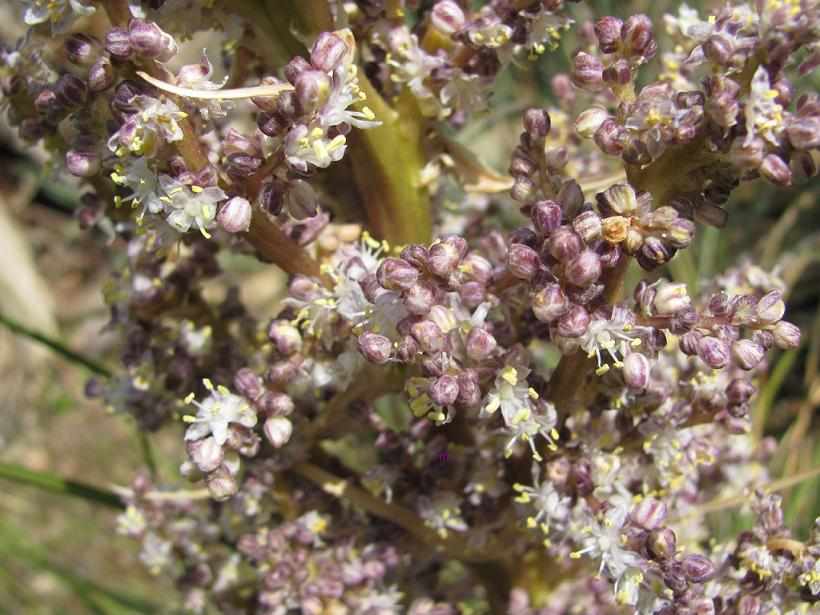
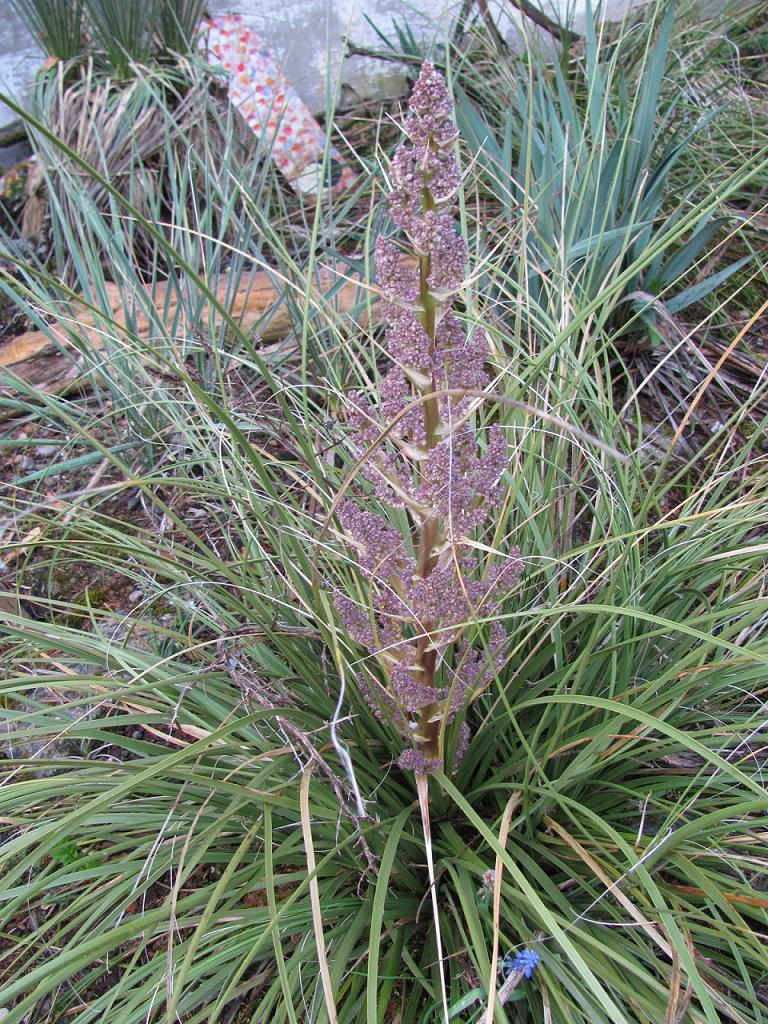
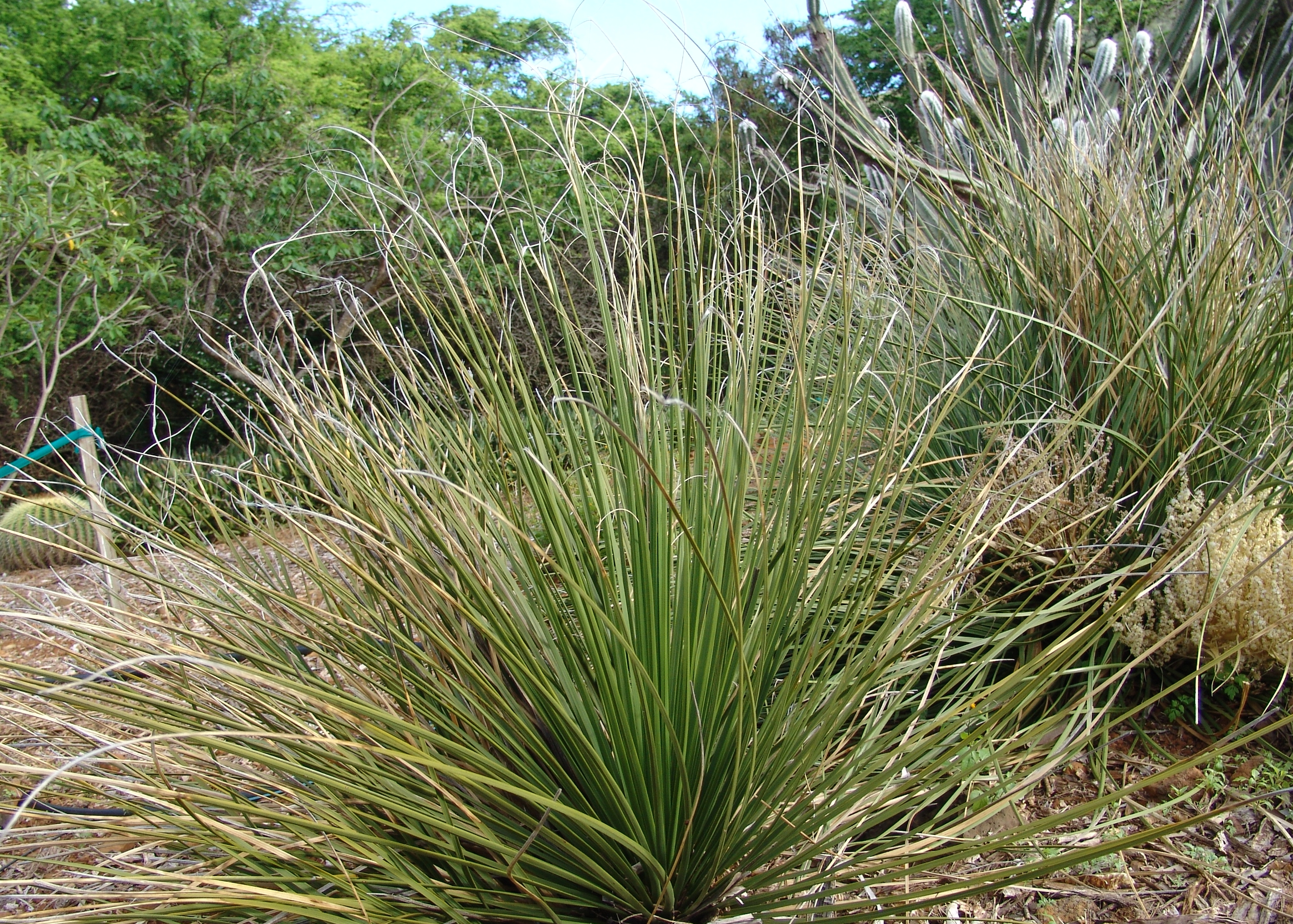